# Зоря (батальйон)
Батальйо́н «Заря́» —  незаконне збройне угруповання, що перебуває в підпорядкуванні терористичної організації «Луганська народна республіка» (ЛНР), укомплектоване добровольцями. Сформоване 5 травня 2014 році на базі Луганського обласного військкомату.
В результаті бойових зіткнень з українськими підрозділами угруповання було ліквідоване наприкінці 2014 р., особовий склад увійшов до «2-го армійського корпусу» ЛДНР.
Першим командиром угрупування був Ігор Плотницький, а згодом — Андрій Патрушев. Бійцями батальйону ймовірно була затримана і утримувалась в полоні пілот Надія Савченко, після чого була передана безпосередньо російським військовослужбовцям і вивезена до Росії.
У лютому 2015 року угруповання включене до розширеного санкційного списку Європейського Союзу і Канади разом із низкою інших проросійських терористичних угруповань, що діють на українському Донбасі. Пізніше включене до власних санкційних списків урядами Норвегії й Швейцарії.

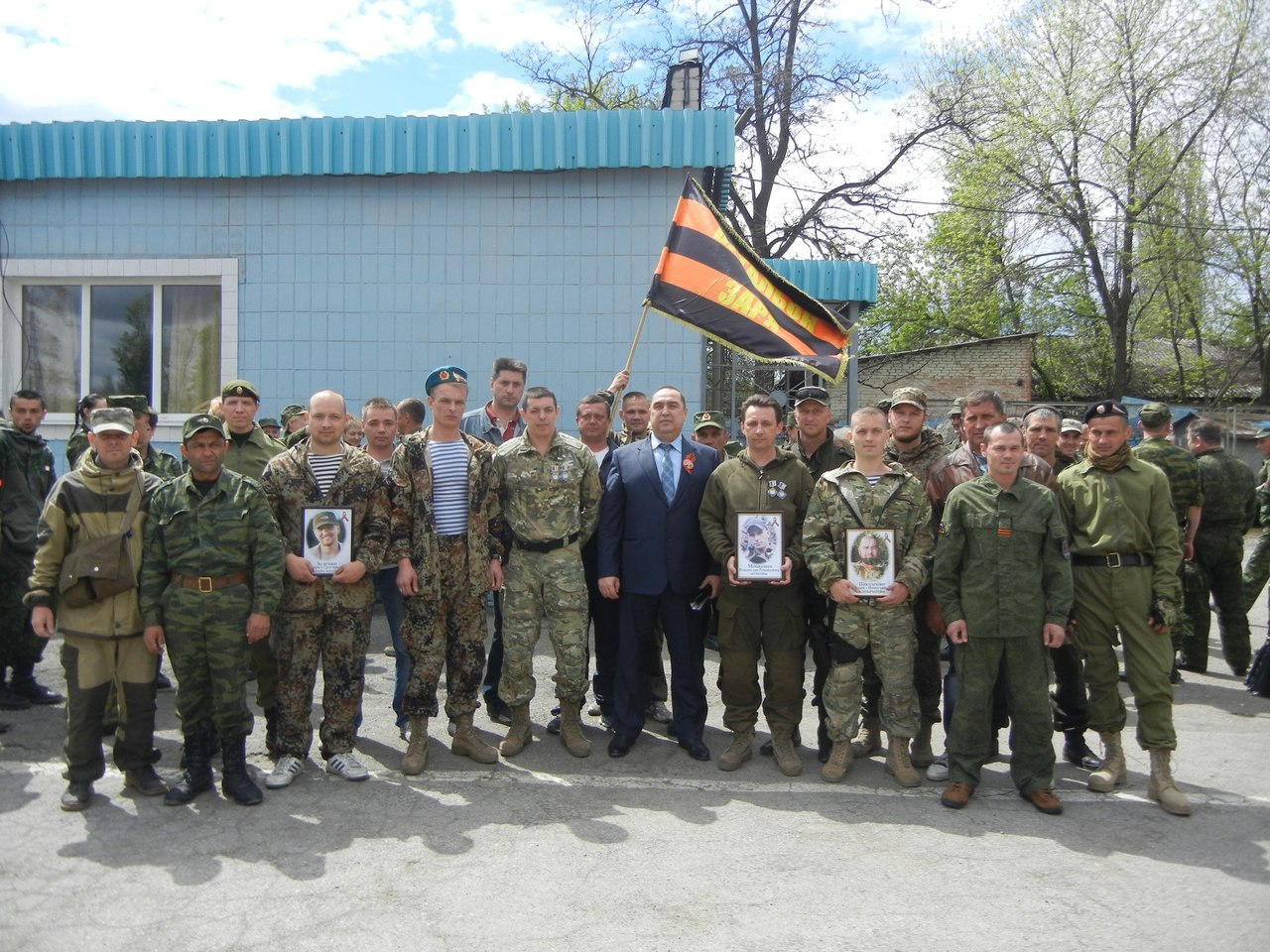
Ігор Плотницький разом з бойовиками батальйону «Зоря»

## Склад та озброєння
На озброєнні батальйону сучасна стрілецька зброя, системи залпового вогню БМ-21 «Град»[джерело?].

## Участь в бойових діях
28 травня вів обстріл території української військової частини 3035 в Луганську. При обстрілах Луганського аеропорту застосовував системи залпового вогню БМ-21 «Град».
16-17 червня, в ході бою в селищі Металіст Луганської області батальйон був практично розбитий 15-м окремим гірсько-піхотним батальйоном.
11 липня бойовики оприлюднили заяву, де підтверджували смерть 3-х осіб підрозділу.
На початку серпня 2015 року тактична група батальйону «Айдар» у Луганській області знищила диверсійно-розвідувальну групу батальйону «Заря». При одному з вбитих було виявлено паспорт громадянина Росії на ім'я Гурьєва Ільї Олександровича, 1987 р.н., виданого у місті Тольятті.

## Злочини проти цивільного населення
У вересні 2018 року колишній бойовик угруповання, громадянин РФ Олександр Лис (Агафонов) повідомив, що люди з батальйону навмисне обстрілювали Луганськ та його мирних жителів у 2014 році з мінометів. Керував цими діями Плотницький.

## Втрати
З відкритих джерел відомо про деякі втрати батальйону "Заря":